# Gerd de Smyter
Gerd De Smyter (Kortrijk, 25 augustus 1981) is een Vlaams journalist werkzaam in Nederland voor De Wereld Draait Door.
Eerder werkte De Smyter voor de Vlaamse radio, later ook voor televisie bij NetwerkTV en de VRT. Hij studeerde journalistiek (radio en televisie) aan de School voor Journalistiek in Utrecht. Bij RTV Utrecht en Omroep Amersfoort presenteerde hij vier jaar lang het ochtendprogramma De Ontbijtservice. 
Voor BNR Nieuwsradio werkte hij eerst op de opinieredactie. Later deed hij de eindredactie van het programma BNR Laat op zondag en was hij de filmrecensent van de zender en eindredacteur van het programma PepTalk. Sinds 2010 is Gerd De Smyter de station manager van BNR.
In 2013 schreef hij het boek 'Belg in de Boardroom', de Belgische aanpak voor ambitieuze managers. Het boek gaat over Belgische ceo's werkzaam in Nederland.